# Jana Volkmann

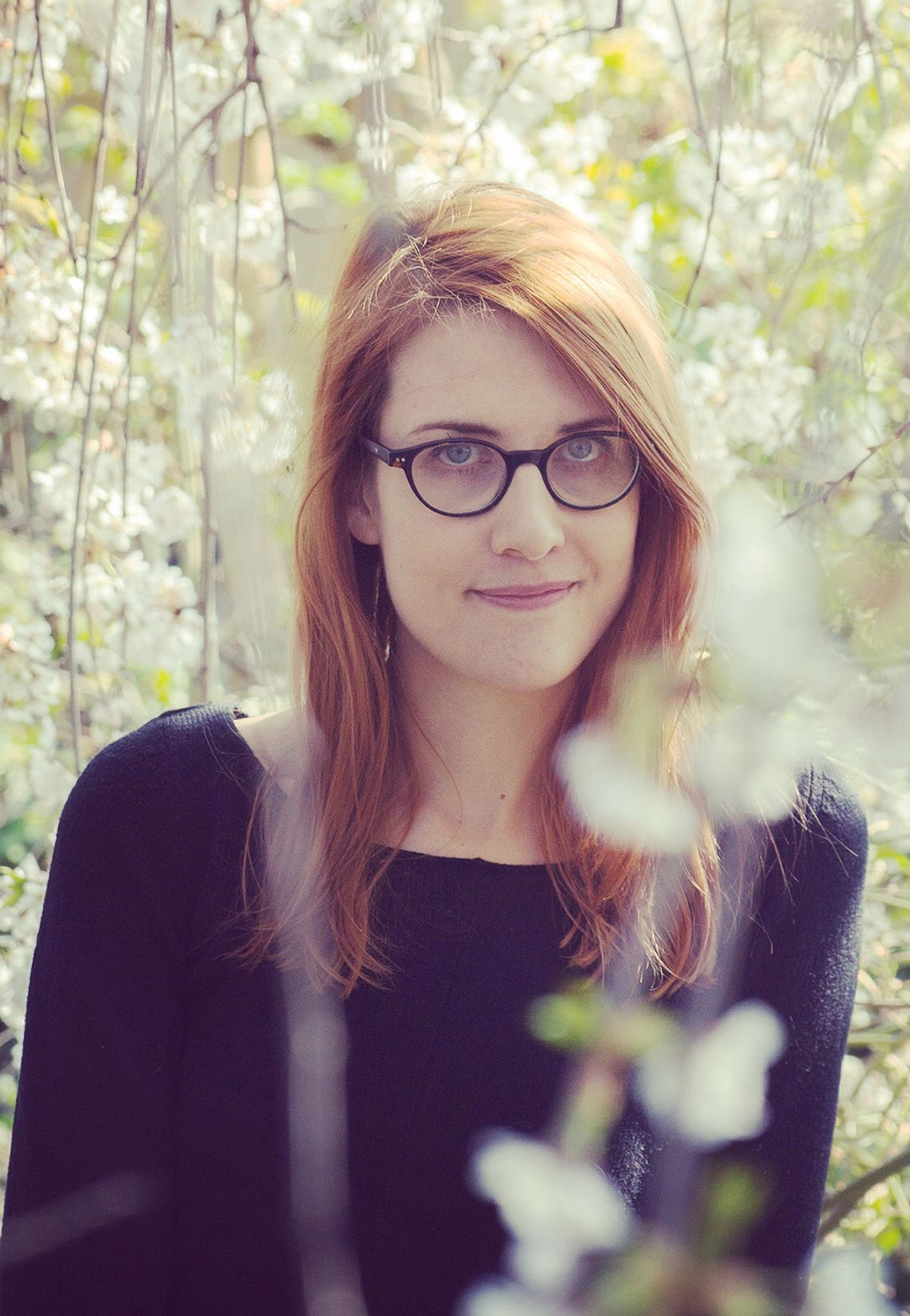
Jana Volkmann (2015)

Jana Volkmann (* 1983 in Kassel) ist eine deutsche Schriftstellerin, die in Österreich lebt.

## Leben
Jana Volkmann wuchs in Kassel auf und wohnte in verschiedenen Städten Deutschlands. In Berlin studierte sie den Masterstudiengang Europäische Literaturen und veröffentlichte erste Prosatexte. Seit 2012 lebt sie in Wien. Sie hat eine komparatistische Dissertation über Hotels in der Gegenwartsliteratur abgeschlossen; neben ihrer Tätigkeit als Schriftstellerin veröffentlicht sie Rezensionen und Essays, z. B. in der Wochenzeitung der Freitag, der Tageszeitung Die Presse oder in der Wiener Zeitschrift Tagebuch, zu deren Redaktionskollektiv sie zählt.

## Werk
Im August 2024 erschien ihr Roman Der beste Tag seit langem im Residenz Verlag. Darin geht es unter anderem um arbeitende Tiere, um die Frage, ob und wie sie als politische Subjekte ihren eigenen Arbeitskampf führen können, und wie die Menschen sie dabei unterstützen können, ohne sofort wieder in herkömmliche Herrschafts- und Ausbeutungsmuster zu fallen.
Mit der Kurzgeschichtensammlung Schwimmhäute gab Jana Volkmann 2012 ihr Buchdebüt. Die darin versammelten „26 Metamorphosen“ haben allesamt weibliche Hauptfiguren und bewegen sich zwischen Realität und Fantasie.
Ihre Erzählung Fremde Worte handelt von einer jungen Frau, die durch Berliner Antiquariate streift und Bücher mit persönlichen Widmungen sucht. Die Texte der Autoren spielen dabei jedoch kaum eine Rolle, sie denkt sich lieber Geschichten zu den Widmungen und den Menschen dahinter aus. Allmählich verliert sie den Bezug zur Realität, indem sie sich immer mehr aus ihrem eigenen Leben in diese erfundenen Geschichten zurückzieht.
Das Thema Widmungen behandelte Jana Volkmann auch in einem Essay in der Wochenzeitung der Freitag. Hier geht sie der Frage nach, ob Widmungen in Büchern noch zeitgemäß sind.
Im Herbst 2015 ist ihr Debütroman Das Zeichen für Regen erschienen. Auch hier steht eine junge Frau im Mittelpunkt der Handlung. Die Protagonistin Irene zieht von Berlin nach Japan, um dort als Zimmermädchen in einem Hotel zu arbeiten.

## Literarische Veröffentlichungen
- Der beste Tag seit langem, Residenz, Salzburg 2024, ISBN 978-3-7017-1790-3
- Investitionsruinen. Gedichte. Limbus Verlag, Innsbruck und Wien 2021, ISBN 978-3-99039-202-7
- Auwald. Roman. Verbrecher Verlag, Berlin 2020, ISBN 978-3-957324467
- Das Zeichen für Regen. Roman. Edition Atelier, Wien 2015, ISBN 978-3-903005-07-5 (auch als E-Book: ISBN 978-3-903005-70-9)
- Fremde Worte. Erzählung. Edition Atelier, Wien 2014, ISBN 978-3-902498-99-1 (auch als E-Book: ISBN 978-3-903005-81-5)
- Schwimmhäute. Kurzgeschichten. Edition Periplaneta, Berlin 2012, ISBN 978-3-940767-92-9 (mit CD)
- Texte in den Anthologien zum Nordhessischen Literaturpreis 2014 und dem PenMarathon 2018
- Veröffentlichungen in Zeitschriften und Magazinen, u. a. in Keine Delikatessen, 
Sachen mit Wœrtern und Dichtungsring

## Auszeichnungen (Auszug)
- 2018: 1. Platz beim deutsch-georgischen PenMarathon[7]
- 2021: Förderpreis zum Literaturpreis der Stadt Bremen für den Roman Auwald
- 2022: Reinhard-Priessnitz-Preis für den Gedichtband Investitionsruinen